# 圣庇护十世圣殿
圣庇护十世圣殿，又名地下圣殿，是一座大型天主教教堂、宗座圣殿，位于法国卢尔德。它是露德圣母朝圣地的一部分. 露德是天主教的主要朝圣地之一，天主教赞同聖母瑪利亞在此向圣女伯尔纳德显现的观点。
圣庇护十世圣殿是露德圣母朝圣地最大也是最有争议的教堂，建成于1958年显现百年之际，为预期来到的巨大人潮而修建。它是一座现代化的混凝土建筑，几乎完全位于地下。

## 尺寸和容量
圣殿的设计者是建筑师皮埃尔·瓦戈。它是椭圆形的，长191米，宽61米，从中心略微向上倾斜。天花板很低，仅有10米高，像一艘翻过来的船。这种设计使其获得非常大的开放空间，达到12000平方米，可以容纳25,000名信徒。

## 室内装饰
墙壁装饰着描绘苦路、玫瑰经等共52面花窗玻璃。
地下圣殿与朝圣地内的其他教堂迥然不同，几乎没有自然光线，裸露的混凝土建筑阴暗，如同一个地下停车场。因此，虽然它解决了容纳大批信徒的实际问题，但是仍然不为许多游客 所欢迎。 

## 祝圣
圣殿祝圣于1958年3月25日，祝圣者是威尼斯宗主教安杰洛枢机（后来成为教宗若望二十三世）。